# Argelès-sur-Mer
Argelès-sur-Mer település Franciaországban, Pyrénées-Orientales megyében. Lakosainak száma 10 779 fő (2022. január 1.). Argelès-sur-Mer Espolla, Banyuls-sur-Mer, Sorède, Collioure, Saint-André, Palau-del-Vidre és Elne községekkel határos.

## Földrajz
Argelès-sur-Mer légvonalban 20 kilométerre fekszik a megye központjától, Perpignantól és 23 kilométerre a járási központtól Céret-től. Történelmileg és kulturálisan a település a régi Roussillon provinciához tartozott (1695 és 1790 között).
A település területe 5 867 hektár. A tengerszint feletti magassága 0 à 1 099 méter között változik. A kisváros közepe 10 méter tengerszint feletti magasságon terül el.

A legmagasabb pontjai a településnek a dél-nyugati részen található Albéres hegyvonulatban találhatóak meg.

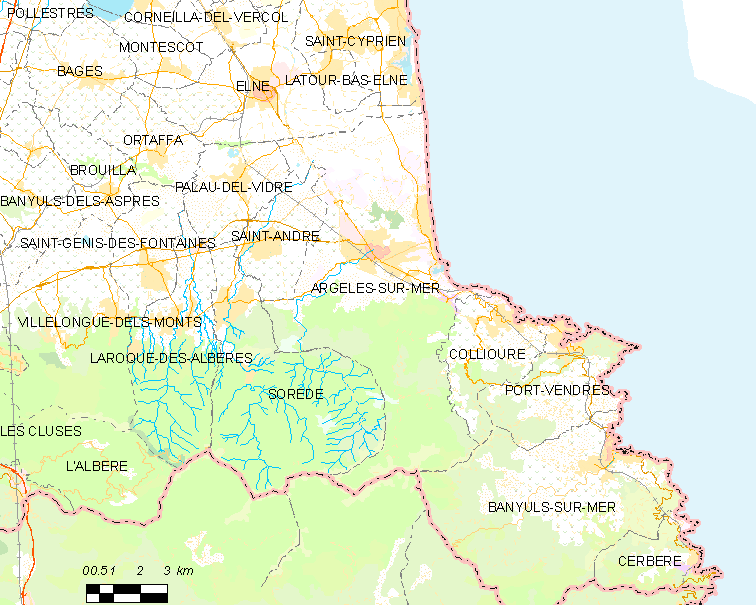
Argelès-sur-Mer térkép

## Népesség
A település népességének változása:
Argelès-sur-Mer településen 2009-ben 14 485 lakóingatlan található. Közülük 33,8 % folyamatosan lakott épület, 61,7 % pedig nyaralóként van számontartva és 4,4 % pedig üres. A háztartások 62,8 %-a tulajdonosa a lakóingatlanának.

Népesség 1962-2008

## Oktatás
Argelès-sur-Mer városában 3 óvoda található. 2014-ben 76, 107 és 128 óvodással.  
Két általános iskola is található a területén – szintén 2014-ben 192 és 342 iskolással. 
A településen szintén megtalálható egy "College", mely a 40-es években a mai Városháza területén volt, majd a 70-es években megépült az új college épülete a Massane folyó mellett. Az 1999-ben súlyos esőzések után, az iskola épületét elöntötte a folyó. Kb. 600 gyerek jár ma a college-ba. 
2015-ben megépült az új gimnázium is a város szélén a Perpignanba vezető gyorsforgalmi út mellett. Christian Bourquin emlékére nevezték el a gimnáziumot, aki egy elismert elnök volt a Languedoc-Roussillon régióban.
A gimnázium és szakközépiskola 6 szakmai képzést kínál, illetve 5 érettségi utáni képzést is. 1200 diák iratkozott be a gimnáziumba a 2022 és 2023 tanévre.